# Place Léon-Deubel
La place Léon-Deubel est une voie située dans le quartier d'Auteuil du 16e arrondissement de Paris.

## Situation et accès
La place Léon-Deubel est desservie par la ligne 9 à la station Porte de Saint-Cloud.

## Origine du nom

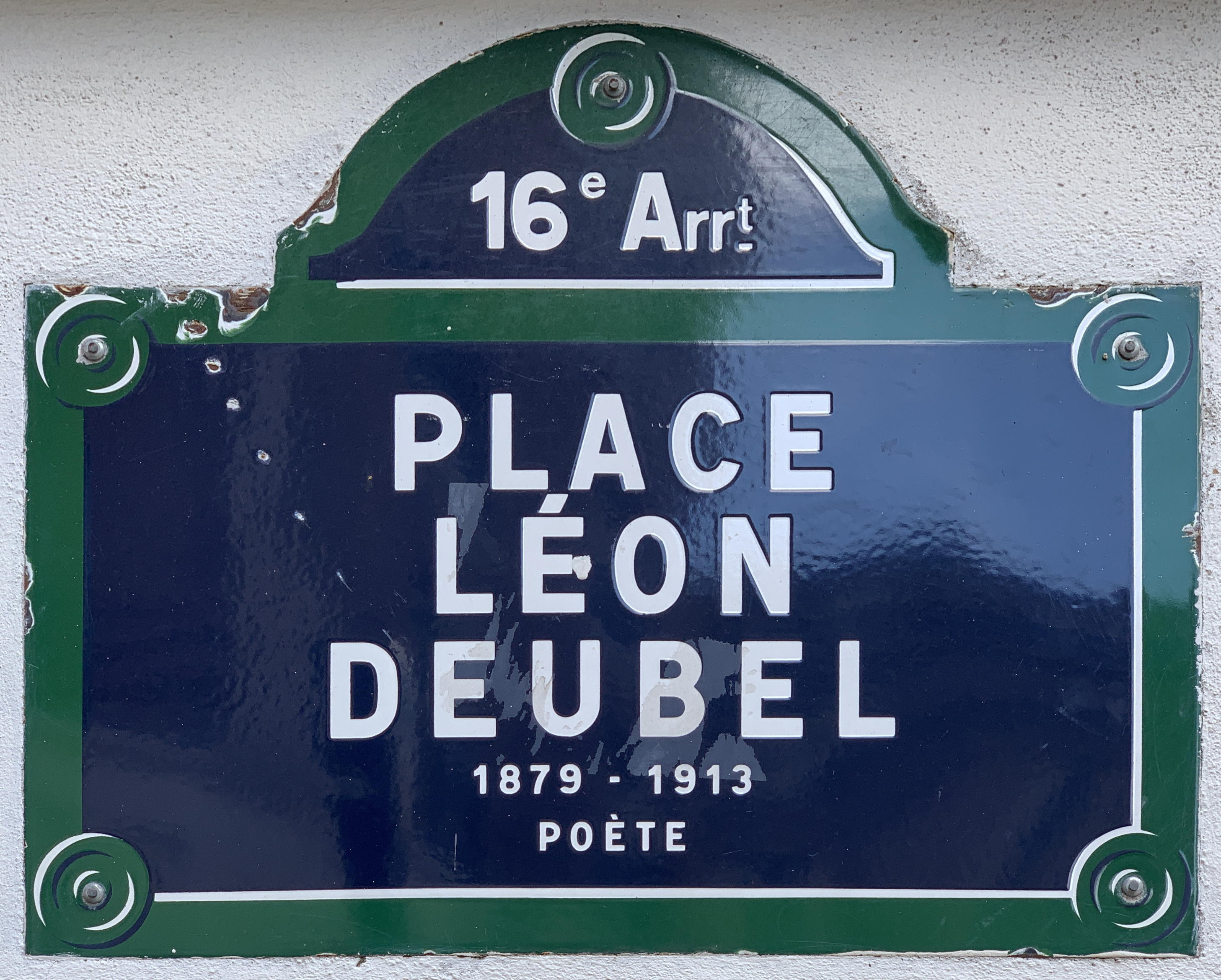
Plaque de la place.

Elle porte le nom du poète Léon Deubel (1879-1913).

## Historique
La place est créée et prend sa dénomination actuelle en 1930 sur l'emprise d'une  partie de la rue Gudin.